# Sonny Kittel
Sonny Kittel (Gießen, 6 gennaio 1993) è un calciatore tedesco, centrocampista svincolato.